# Crazy Sexy Wild
«Crazy Sexy Wild» и «Tu Si Eu» — две версии песни румынской певицы Inna, были написаны и спродюсированы румынским продюсерским трио Play & Win. Песня Tu Si Eu (рум. Ты и Я) впервые была опубликована на портале YouTube и выпущена на iTunes в июне 2012 года. 17 июня 2012 года Inna выпустила английскую версию песни под названием Crazy Sexy WIld. Для международного продвижения сингла 2 августа был выпущен музыкальный клип на песню Crazy Sexy Wild, а 8 августа на песню Tu Si Eu. Подавляющим хитом в Румынии стала песня Tu Si Eu, заметно превзойдя предшествующий сингл Caliente в румынском национальном чарте. Песня вошла в десятку чарта, сделав Inna самой успешной певицей в истории румынского национального чарта.

## Создание
«Tu Si Eu» и «Crazy Sexy Wild» были написаны и спродюсированы продюсерами Inna — знаменитым трио Play & Win, которое до этого продюсировало альбомы Inna Hot и I Am the Club Rocker, а также её хиты Hot, Amazing, Sun Is Up, Club Rocker и Endless. Песня Tu Si Eu была написана на румынском и английском языках. Румынское название песни переводится на русский язык, как «Ты и Я». Inna опубликовала радио версию песни на своем канале на портале YouTube 28 мая 2012 года. Сингл стал доступным для загрузки на iTunes 11 июня того же года. Английскую версию песни, названную «Crazy Sexy Wild», Inna выпустила 17 июня 2012 года. Она была спродюсирована GoodWill & MGI и Kimberly Cole. Акустические версии двух песен были выпущены 21 и 24 июня того же года.

## Музыкальный клип
2 августа 2012 года был выпущен клип на песню Crazy Sexy Wild, а 8 августа на песню Tu Si Eu. Оба видео были загружены на видео портал YouTube. Музыкальный клип был снят в штате Калифорния, США. В начале видео Инна прогуливается по пляжу и подходит к молодому музыканту, играющему на гитаре. Вместо того, чтобы дать ему денег, она забирает все деньги из его чемодана и убегает. Возмущённый этим, музыкант преследует Инну, чтобы поймать её, но она убеждает его потратить все деньги. Вместе они покупают мороженое и воруют одежду из магазина. На закате солнца они находят друзей на пляже и наслаждаются приятным вечером у костра. После ночёвки в палатке на пляже, они тайно залезают в кузов грузовой машины и покидают город. Позже в степи Инна и её любовник хотят поймать машину и делают знак, на котором написано «Anywhere» (англ. Куда-нибудь). Им удаётся найти автомобиль, и они едут в мотель. В баре мотеля Инна заходит на сцену и начинает петь. После этого она подходит к телефону. Пока Инна пытается позвонить домой, её любовник флиртует с блондинкой по соседству. Инна подходит к блондинке, сохраняя спокойствие, и целует её в губы. Она со своим любовником снимает комнату на ночь. Пока музыкант засыпает, Инна смотрит в окно и размышляет об этих двух днях. Она покидает мотель рано утром. Музыкант просыпается позже и находит только лист бумаги с надписью «Anywhere».

## Коммерческий успех
Песня «Tu Si Eu» стала очень успешной на родине Inna — Румынии. Первоначально Inna выпустила промосинглы «Tu Si Eu», «Crazy Sexy Wild», «INNdiA», «OK» и «Alright» в мае и июне 2012 года. И только «Tu Si Eu» и «INNdiA» смогли попасть в национальный румынский чарт. 17 июня 2012 года песня «Tu Si Eu» дебютировала на 95 месте, конкурируя с синглом Inna Caliente, который дебютировал в чарте 27 мая того же года и достиг только 84 места. Песня «Tu Si Eu» опередила Caliente 24 июня, поднявшись на 67 место. Несмотря на то, что музыкальное видео на тот момент пока не было выпущено, промосингл «Tu Si Eu» продолжил подниматься и достиг 18 места. После выхода клипа на песню 8 августа, она поднялась на 11 место. 19 августа 2012 года сингл достиг 7 места, войдя в десятку чарта и став третьим в 2012 году и восьмым за всю карьеру Inna синглом, достигшим десятки чарта. Этот факт сделал Inna самой успешной певицей в истории национального румынского чарта. 23 сентября 2012 года сингл «Tu Si Eu» достиг своего пика — 5 места.
20 февраля 2013 года сингл Crazy Sexy Wild официально был выпущен на iTunes Японии. Песня сразу же стала очень успешной и буквально через несколько часов после релиза сумела возглавить танцевальный чарт iTunes.

## Участники записи
- Inna — вокал, создание
- Play & Win — создание, аранжировка, производство
- GoodWill & MGI — создание
- Kimberly Cole — создание

## Длительность
Tu Si Eu (официальные версии)
1. «Tu Si Eu (Radio Edit with Intro)» — 3:06
2. «Tu Si Eu (Radio Edit)» — 3:06

Crazy Sexy Wild (официальные версии)
1. «Crazy Sexy Wild (Original Version)» — 3:00

## Чарты
Tu Si Eu
| Чарт (2012)                | Максимальая позиция |
| -------------------------- | ------------------- |
| Румыния (Romanian Top 100) | 5                   |

Crazy Sexy Wild
| Чарт (2013)            | Максимальая позиция |
| ---------------------- | ------------------- |
| Япония (Japan Hot 100) | 49                  |

## История релиза
| Регион  | Дата            | Формат           | Лейбл         |
| ------- | --------------- | ---------------- | ------------- |
| Румыния | 11 июня 2012    | Digital download | Roton Romania |
| Япония  | 20 февраля 2013 | Digital download | Roton Romania |